# Њу Фервју (Тексас)
Њу Фервју (енгл. New Fairview) град је у америчкој савезној држави Тексас. По попису становништва из 2010. у њему је живело 1.258 становника.

## Демографија
Према попису становништва из 2010. у граду је живело 1.258 становника, што је 381 (43,4%) становника више него 2000. године.
| Група             | 2000.       | 2010.       |
| Белци             | 781 (89,1%) | 975 (77,5%) |
| Афроамериканци    | 3 (0,3%)    | 9 (0,7%)    |
| Азијати           | 1 (0,1%)    | 0 (0,0%)    |
| Хиспаноамериканци | 63 (7,2%)   | 218 (17,3%) |
| Укупно            | 877         | 1.258       |